# Sábado na TVI
Sábado na TVI foi um talk show transmitido nas tardes de sábado da TVI, desde 2 de novembro de 2019 e até 11 de janeiro de 2020, substituindo o programa Juntos em Festa e sendo substituído pelo programa líder das tardes de domingo, Somos Portugal.
Foi apresentado por Mónica Jardim e João Montez.

## Formato
As tardes de sábado da TVI são animadas por Mónica Jardim e João Montez. A dupla vai estar em direto, durante cinco horas, num ambiente familiar e tipicamente português. Os apresentadores deixam de percorrer Portugal e trazem histórias até aos estúdios da TVI. Ao longo da emissão, celebridades conversam sobre temas da atualidade e sobre as suas vidas pessoais e profissionais, sempre num tom descontraído. Estas conversas são intercaladas com desafios e jogos propostos pelos apresentadores, com o objetivo de os surpreender. 
Os convidados são sempre cúmplices na preparação de surpresas aos seus fãs. Neste programa há espaço para tudo e para todos, por isso, até os mais novos podem participar. Da música à dança, da magia às artes circenses, todas as semanas, crianças entre os 6 e os 12 anos, são desafiadas a mostrar os seus talentos.

## Apresentadores
| Apresentadores | Ano       |
| -------------- | --------- |
| Mónica Jardim  | 2019-2020 |
| João Montez    | 2019-2020 |

## Repórteres
| Repórteres     | Ano       |
| -------------- | --------- |
| Alice Alves    | 2019-2020 |
| Inês Gutierrez | 2019-2020 |
| Miguel Leitão  | 2019-2020 |

## Curiosidades
O estúdio deste programa é adaptado do estúdio do matutino Você na TV!
A partir de janeiro de 2020, perdeu duas horas de emissão, passando a começar apenas às 17h e a terminar na mesma às 20h.
A 16 de janeiro de 2020 e com a mudança da direção de programas, Sábado na TVI foi cancelado devido às fracas audiências tendo sido substituído pelo programa líder das tardes de domingo, Somos Portugal. 

## Audiências
Na estreia, dia 2 de novembro de 2019, Sábado na TVI marcou 4,7% de rating e 13,6% de share, com cerca de 449 mil espectadores, ficando em terceiro lugar nas audiências da tarde de sábado.